# スパッツィオ
スパッツィオ（SPAZIO）は、株式会社feel.（フィールドット）が展開するアパレルブランドで、フットサル関連ファッションを中心に扱う。
アパレル、映像、音楽の分野でそれぞれ活動していたtsk・DAIGO・TIMEKの3人がフットサルを通じて知り合い、2005年4月設立。「SPAZIO」はイタリア語で「空間」「スペース」の意味。「fashion」「image」「music」によって空間（フットサルコート）スペース（時間）を演出し、提案するという意味を込めた。キャッチコピーは、「una palla cambia il mondo」（１つのボールが世界を変える）というもの。
2006年12月12日には芸能人女子フットサルチーム「TEAM SPAZIO」を設立。
2012年にはハーバライフ主催のフットサル大会へ協賛を始める。